# Arturo Bocchini
Arturo Bocchini, född 12 februari 1880, död 20 november 1940, var en italiensk polischef.
Bocchini anställdes i inrikesministeriet 1903 och gjorde snabb karriär. Vid fascismens genombrott 1922 blev han prefekt i efter vartannat provinserna Brescia, Bologna och Genua och gjorde som sådan Mussolini stora tjänster. 1926 blev han chef för polisen, som han reorganiserade i fascistisk anda. Bocchini behöll sin nyckelställning i den fascistiska staten fram till sin bortgång, till vilken överansträngning i samband med skapandet av den så kallade "inre fronten" i samband med andra världskrigets utbrott bidrog. Han blev i november 1933 regeringssenator.